# Aulnois (folyó)
Az Aulnois egy francia-belga folyó, amely a francia Ardennek megyében és Luxemburg tartományban folyik Vallónia távoli déli részén. Körülbelül 18 kilométer (11 mi) hosszú, ebből 7 km Franciaországban található.  A Chiers egy meglehetősen gyors folyású jobb oldali mellékfolyója .

## Földrajza
Az Aulnois a Muno-erdőben ered, amely Belgium Luxembourg tartományának déli részén terül el. Folyása során általában déli irányba halad. Miután átlépi a francia–belga határt, továbbra is dél felé folyik egészen addig, amíg a Chiers folyóba nem torkollik. Ez a találkozás Carignan városánál, az Ardennekben történik, közvetlenül azután, hogy az Aulnois befogadta fő mellékfolyóját, a Matton-t.

### Helységek az Aulnois mentén
Az Aulnois áthalad a francia Messincourt, Pure, Osnes és Carignan községeken, amelyek mind az Ardennes megye területén találhatók. Belgiumban Muno településen folyik keresztül, amely Florenville község része Luxembourg tartományban.

### Mellékfolyók
- La Goutelle, jobb oldali mellékfolyó, Messincourtnál torkollik bele.
- Matton, bal oldali mellékfolyó, Carignannál torkollik bele.

## Vízrajz
Az Aulnois egy kis, de jelentős folyó. A Chiers folyóval való összefolyásánál az éves átlagos vízhozama 2,10 köbméter másodpercenként (74 köbláb/másodperc), ami egy 101,8 négyzetkilométeres (39,3 négyzetmérföld) vízgyűjtő területre vonatkozik.   A vízgyűjtő területre jellemző fajlagos hozammagasság 651 milliméter (25,6 hüvelyk), ami nagyon magas érték – körülbelül kétszerese a franciaországi átlagos értéknek, amely minden vízgyűjtőre vonatkozik. Ez az érték még a franciaországi Maas vízgyűjtőjét is meghaladja, amely önmagában is viszonylag magas, 450 milliméteres (18 hüvelyk) értékkel Chooz-nál, a határ közelében. Így az Aulnois fajlagos vízhozama eléri a 20,6 liter/másodperc/négyzetkilométer értéket, ami kiemelkedően magas.

## Örökség
- Messincourt, egy a 16. század elején lerombolt vár maradványaival, amelyhez számos föld alatti létesítmény tartozik, egy egykori templommal, amelynek harangtornya a 18. századból származik, valamint egy 12. és 13. századi épülettel a központban, amelyet „Château”-nak neveznek, továbbá erdőkkel és ligetekkel.
- Pure, egy régi, 1830-ban újjáépített templommal, kovácsműhelyekkel és erdőségekkel.
- Osnes, egy falu, amely egykor jelentős kohászati iparnak adott otthont. Egy 16. századi temploma van, amelyet a 18. században állítottak helyre. A templomban található egy 12. századi oltár és egy ismeretterjesztő kiállítás.
- Carignan, az egykori gallo-római Epoisso Vicus, amely a Reimsből Trèves-be vezető úton épült. A település neve „Yvois” volt egészen addig, amíg az 1659-es Pireneusi békeszerződés értelmében Franciaországhoz nem csatolták. Gaspard III de Coligny földig rombolta. Található itt egy gallo-római villa és egy meroving kori nekropolisz, valamint egy 16. századi erődített épületegyüttes maradványai, amelyet a 17. században újjáépítettek védőfallal, bástyákkal és kazamatákkal, továbbá a 17. századi Porte de Bourgogne őrházzal. Carignanban van még egy 16–17. századi kollégiumi templom, amely egy 16. századi Madonnát gyermekével és 17–18. századi festményeket őriz, valamint helyet ad a „Conservatoire de l'Outil” szerszámmúzeumnak, egy tornaszervezetnek és egy sportklubnak..

## Fordítás
Ez a szócikk részben vagy egészben  az   Aulnois (river) című angol Wikipédia-szócikk ezen változatának fordításán alapul.  Az eredeti cikk szerkesztőit annak laptörténete sorolja fel. Ez a jelzés csupán a megfogalmazás eredetét és a szerzői jogokat jelzi, nem szolgál a cikkben szereplő információk forrásmegjelöléseként.